# Mdzewko
Mdzewko – wieś sołecka w Polsce położona w województwie mazowieckim, w powiecie mławskim, w gminie Strzegowo.
W latach 1975–1998 miejscowość administracyjnie należała do województwa ciechanowskiego.

## Historia
Mdzewko powstało z wydzielenia gruntów sąsiedniego Mdzewa. 
W okresie I Rzeczypospolitej miejscowość leżała w województwie płockim, w ziemi zawskrzeńskiej. 
Do 1680 roku należała do rodu Mdzewskich herbu Dołęga. W 1680 właścicielem był Paweł Mdzewski.
Od 1694 do 1836 należała do rodu Ostaszewskich herbu Ostoja, linii wywodzącej się z Ostaszewa Wielkiego. 
Jan, syn Adama Ostaszewskiego i Eufemii z Karniewskich, ożeniony około 1650 r. z Teofilą Kowalewską, siostrą Andrzeja Kowalewskiego, podstolego płockiego, a następnie kasztelana sierpskiego, miał z nią syna Adama, właściciela Mdzewka w 1694 roku. Adam, ożeniony w 1703 z Marianną Dziedzicką, córką Mikołaja, sędziego grodzkiego płockiego i gostyńskiego, i Tekli z Lasockich, miał z nią syna Pawła, burgrabiego płockiego, kolejnego dziedzica tej wsi. W 1733 Paweł poślubił w Rościszewie Barbarę Mchowską. Zmarł w 1739 w Mdzewku, pozostawiając żonę (która wyszła powtórnie za mąż w 1741 roku za Wojciecha Kaweckiego) i nieletniego syna Benedykta, który po dojściu do pełnoletniości objął dobra ojcowskie. Benedykt poślubił w 1769 w Dąbrowie Annę Modzelewską, córkę Marcina i Ewy z Jabłońskich. Zmarł w Mdzewku w 1801 roku, 11 lat po swej żonie, która umarła w Mdzewku w 1790 przy porodzie ich syna Mikołaja. Mikołaj, który umarł bezżennie w 1836 roku, był ostatnim dziedzicem Mdzewka z rodu Ostaszewskich. Po jego śmierci majątek przeszedł na jego siostrę, Teklę z Ostaszewskich Szamborską, i siostrzeńca, Adama Chabowskiego, syna Antoniego i Wiktorii Agnieszki z Ostaszewskich. 
W początkach XX wieku właścicielami ziemskimi w Mdzewku byli Bogdan Kanigowski (1845-1909) i jego żona Józefa z Wodzińskich (1866-1953). Folwark liczył 537 ha obszaru. 
Według inwentarza spisanego w 1771 roku, a więc na rok przed pierwszym rozbiorem Rzeczypospolitej, w Mdzewku istniały dwa dworki. “Inwentarz dóbr Mdzewko Ichmość Panów Piotra, Benedykta i Marcina Ostaszewskich, braci między sobą rodzonych, niegdy Pawła Ostaszewskiego, burgrabiego grodzkiego płockiego, dziedzicznych, urzędownie spisany w Mdzewku dnia 22 II 1771” wspomina, że w Mdzewku znajdował się dworek “w węgieł budowany” i “słomą dachowany”, zbudowany za czasów Benedykta Ostaszewskiego, oraz drugi dworek, “stary”, “także w węgieł budowany.”
Zachowany do obecnych czasów dwór został wzniesiony, według Katalogu zabytków sztuki w Polsce, prawdopodobnie w I połowie XIX wieku. Jest to dwór drewniany, konstrukcji zrębowej, na podmurówce z kamieni polnych, oszalowany; parterowy, z mieszkalnym poddaszem, na planie prostokąta, pięcioosiowy. Układ wnętrz ma dwutraktowy, nieco przebudowany. Od frontu jest ganek o czterech słupach, zwieńczony trójkątnym szczytem. Dach naczółkowy jest kryty blachą. 